# Гидротаксис
Гидротаксис (от греческ. hydor — вода, trepo — обращаю и taxis — строй, установка) — движение простейших организмов, поскольку оно обусловлено в качестве направляющего фактора распределением в субстрате влажности или, другими словами, передвижение (способных на это) одноклеточных и колониальных растений и ряда животных в одну сторону в зависимости от влажности среды (см., например, Миксомицеты).
Гидротаксис может быть как положительным (при движении живых организмов в сторону большей влажности), так и отрицательным (при движении в сторону меньшей влажности).
Гидротаксис обусловлен исключительно индивидуальными потребностями того или иного живого организма. Например личинки проволочных червей при недостатке влаги перемещаются вглубь почвы, где влажность выше.